# Волков Олександр Олександрович (президент Удмуртії)
Во́лков Олекса́ндр Олекса́ндрович (25 грудня 1951, Брянськ — 20 травня 2017) — перший Президент Удмуртської Республіки, доктор економічних наук, заслужений будівельник Росії, член партії «Єдина Росія». Мав декілька державних та церковних нагород.

## Життєпис
Волков народився в сім'ї робітника. Батько, Олександр Семенович, працював на Брянському машинобудівному заводі бригадиром та майстром, мати, Олександра Кузьмина, родом з села Високе Брянської області. В сім'ї Волкових було 7 дітей.
В 1970 році Волков закінчив Брянський будівельний технікум та отримав направлення в місто Глазов в будівниче управління Чепецького механічного заводу. На підприємстві в той час йшло будівництво нового корпусу, де повинно було бути організоване найбільше в Європі та світі виробництво цирконію для атомних електростанцій. Олександра Олександровича назначають майстром, під його началом працювало декілька бригад. Без відриву від виробництва Волков закінчив Пермський політехнічний інститут.
В 1986 році Волков очолив Глазовський міськвиконком, з 1989 року працював в Іжевську — спочатку першим заступником голови Держаплану Удмуртії, потім головою Держкомітету з архітектури та будівництва, одночасно будучи заступником голови Ради Міністрів Удмуртії. З 1993 року — голова Ради Міністрів Удмуртської Республіки, депутат Ради Федерації Федерального Зібрання Росії. В 1995 був обраний головою Державної Ради Удмуртії, а з 2000 року — Президент Удмуртії (переобраний в 2004 році).
Був одружений, мав двох дітей.
Помер 20 травня 2017 року у Німеччині після тривалої важкої хвороби.
Офіційна церемонія прощання та поховання відбулася у столиці Удмуртії місті Іжевську 24 травня..